# Plectris breiti
Plectris breiti är en skalbaggsart som beskrevs av Frey 1967. Plectris breiti ingår i släktet Plectris och familjen Melolonthidae. Inga underarter finns listade i Catalogue of Life.